# 愛川町立愛川中原中学校
愛川町立愛川中原中学校（あいかわちょうりつあいかわなかはらちゅうがっこう）は、神奈川県愛甲郡愛川町角田に所在する公立中学校。

## 概要
神奈川県立愛川高等学校と連携型中高一貫教育を行っている。

## 沿革
- 1986年（昭和61年） - 愛川町立愛川東中学校より分離して開校

## 進学前小学校
- 愛川町立高峰小学校
- 愛川町立中津第二小学校

## 著名な関係者

### 卒業生
- HIROYA - 格闘家

- 穂刈正樹（実業家）